# Mandevilla microphylla
Mandevilla microphylla är en oleanderväxtart som först beskrevs av Stadelm., och fick sitt nu gällande namn av M.F.Sales och Kin.-gouv.. Mandevilla microphylla ingår i släktet Mandevilla och familjen oleanderväxter. Inga underarter finns listade i Catalogue of Life.